# 喜馬拉雅土耳其爬鰍
喜馬拉雅土耳其爬鰍（學名：Turcinoemacheilus himalaya）為輻鰭魚綱鯉形目條鰍科土耳其爬鰍屬的其中一種。分布於亞洲尼泊爾的科希河和甘達基河流域，體長可達5.9公分，棲息在水流快速、礫石底質的河川底層水域，生活習性不明。

## 扩展阅读
維基物種上的相關：喜馬拉雅土耳其爬鰍